# Sequoia Capital
Sequoia Capital är ett riskkapitalbolag i USA som startades 1972 av Don Valentin. Företaget förvaltar tillgångar till ett värde av 85 miljarder USD (2022). Huvudkontoret finns i Menlo Park, Kalifornien.
Sequoia är ett paraplyvarumärke för tre olika enheter: en fokuserad på USA och Europa, en annan på Indien och Sydostasien och en tredje på Kina. 
Sequoia Capital har  bland annat investerat i Google, Yahoo!, Paypal, Electronic Arts, Youtube, Ometric, Insider Pages, Cisco Systems, Oracle, Airbnb och Apple. De har även investerat i fyra svenska bolag, Klarna, Stardoll, Truecaller och Mapillary.